# こいがBESTですばい
『こいがBESTですばい』（こいがベストですばい）は、九州男のベストアルバムである。2011年9月7日発売。発売元はワーナーミュージック・ジャパン。

## 概要
- インディーズ時代の代表曲やメジャーデビュー後に発表したシングル・アルバムの楽曲に加え、YouTubeでアップした未音源化曲「臆病者」のフルバージョンを収録したコンプリートベストアルバム。
- 初回限定盤には全9曲のPVを収録したDVDが付属される。

## 収録曲

### DISC-1
1. Intro
イントロ
2. 想色コーディネート
配信シングル。メジャー2ndミニアルバム『97%』収録。
3. 1/6000000000 feat. C&K
メジャー1stシングル
4. 出会い。。feat. RED RICE(湘南乃風), BIG RON [major mix]
インディーズ1stミニアルバム『こいが俺ですばい』収録曲の新録バージョン。メジャー1stミニアルバム『±1』収録。
5. music♪
メジャー1stアルバム『HB』収録。
6. 手紙。。feat. hiroko(mihimaru GT) [album version]
インディーズ2ndミニアルバム『こいも俺ですばい』収録曲の新録バージョン。メジャー2ndアルバム『®』収録。
7. 雲の上の君え(prologue)
メジャー1stアルバム『HB』収録。
8. 約束。。feat. HOME MADE家族
メジャー2ndアルバム『®』収録。
9. Brand New Days
配信シングル。メジャー1stミニアルバム『±1』収録。
10. ちっちゃなあいぼう
メジャー2ndミニアルバム『97%』収録。
11. 待ち合わせ。。feat. lecca
メジャー1stアルバム『HB』収録。
12. 雲の上の君と(epilogue) [album mix]
2ndシングルの2曲目。メジャー2ndアルバム『®』収録。

### DISC-2
1. 少年⇔未来〜映画のようなメモリー〜 [major mix]
インディーズ1stミニアルバム『こいが俺ですばい』収録曲の新録バージョン。
2. New Birthday
メジャー1stアルバム『HB』収録。
3. 桜道 [album mix]
2ndシングルの1曲目。メジャー2ndアルバム『®』収録。
4. 裸足
メジャー1stシングル『1/6000000000 feat. C&K』のカップリングに収録。
5. 父親
メジャー1stミニアルバム『±1』収録。
6. dear grandma [major mix]
インディーズ2ndミニアルバム『こいも俺ですばい』収録曲の新録バージョン。
7. ONE
メジャー1stミニアルバム『±1』収録。
8. 大都会
メジャー2ndアルバム『®』収録。
9. 地球の歩き方
メジャー2ndアルバム『®』収録。
10. Brand New Days [★STAR GUiTAR Remix]
配信シングルのリミックス。
11. Outro
アウトロ
12. 臆病者〜full ver.
ボーナストラック
YouTubeでアップされた楽曲のフルバージョン。

### 初回限定盤DVD
1. 1/6000000000 feat. C&K
2. music♪
3. 桜道
4. 地球の歩き方
5. 約束。。feat. HOME MADE家族
6. Brand New Days
7. 父親
8. 想色コーディネート
9. ちっちゃなあいぼう